# Madonna col Bambino, san Giovannino e due angeli
La Madonna col Bambino, san Giovannino e due angeli è un dipinto a tempera su tavola (85x62 cm) di Sandro Botticelli, databile al 1468-1470 circa e conservato nella Galleria dell'Accademia a Firenze.

## Storia
L'opera proviene dall'ospedale di Santa Maria Nuova ed è generalmente attribuita alla mano del maestro, con l'eccezione di Herbert Horne e Adolfo Venturi che la ritengono opera della scuola, per alcune semplificazioni nei volti degli angeli. La precoce datazione però, con stringenti affinità con la Madonna di Napoli e la Madonna del Roseto degli Uffizi, giustifica alcune incertezze.

## Descrizione e stile
Maria, seduta su un trono con un serafino, tiene in braccio un robusto Bambino che tende le mani per abbracciarla, aiutata da un angelo che tiene con la destra la schiena del pargolo guardando Maria. Il secondo angelo che guarda intensamente verso lo spettatore è il "Festaiuolo", cioè ha il ruolo di contatto col pubblico, come il personaggio che nelle sacre rappresentazioni del teatro rinascimentale spiegava le scene agli astanti. Dietro infine, sulla destra, si trova un giovane san Giovanni Battista, già con gli "attributi" da eremita nel deserto (pelliccia di cammello e asta con la croce).
Lo schema era molto diffuso e riprende, soprattutto nella figura di Maria, lo stesso del Museo di Capodimonte, con un dinamismo più marcato nell'incresparsi del velo trasparente sulla fronte e nel ricadere ondulato del collo sciallato e bordato d'oro del manto.
Evidenti sono i richiami al linearismo di Filippo Lippi, maturati con una plasticità più energica modellata sull'esempio di Verrocchio.